# Festuca distichovaginata
Festuca distichovaginata är en gräsart som beskrevs av Pilg.. Festuca distichovaginata ingår i släktet svinglar, och familjen gräs. Inga underarter finns listade i Catalogue of Life.